# Pelecopsis alpica
Pelecopsis alpica är en spindelart som beskrevs av Thaler 1991. Pelecopsis alpica ingår i släktet Pelecopsis och familjen täckvävarspindlar.
Artens utbredningsområde är Österrike. Inga underarter finns listade i Catalogue of Life.